# Dança
A dança (do francês: "danse" ou "dancier"; do grego: "ορχήομαι", romaniz. "orchḗomai": "danzare") é a arte de fazer movimentos ritmados com o corpo. É uma expressão artística e cênica que envolvem os movimentos corporais em sua relação com diferentes estilos musicais. É o uso do corpo seguindo movimentos previamente estabelecidos (coreografia) ou improvisados (dança livre), com passos ritmados ao som e compasso de uma música, A dança é praticada desde os tempos pré-históricos, e por isso geralmente se diz que ela é uma expressão cultural que acompanha a humanidade. É uma das três principais artes cênicas da antiguidade, ao lado do teatro e da música, pois no antigo Egito existia danças astro-teológicas e na Grécia era frequentemente vinculada aos jogos.
A dança é formada por três elementos: movimento corporal, espaço e, tempo.
A dança pode existir como manifestação artística ou como forma de divertimento ou cerimónia. Atualmente, a dança manifesta-se nas ruas, em eventos como videoclipe ou em qualquer outro ambiente em que for contextualizado o propósito artístico.
| “ | A dança é uma das formas mais belas e profundas da expressão corporal; ela ultrapassa o certo e o errado, sendo imensamente singular que transgride padrões e estilos, podendo haver combinações e muita mescla em suas composições. | ” |
|   | — Analu Silva. |   |

Em 29 de abril, anualmente, comemora-se internacionalmente o Dia da Dança.

## História da dança

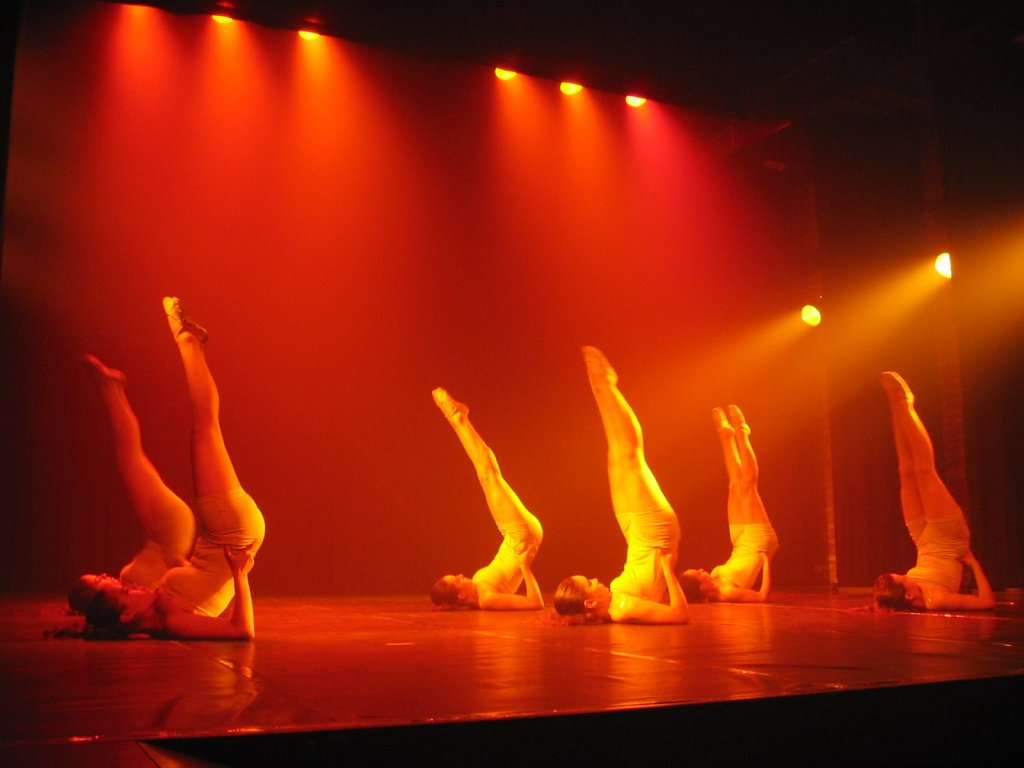
Apresentação de um grupo de dança

O surgimento da dança, deu-se ainda na época da Pré-História, quando os humanos batiam os pés no chão. Com o passar do tempo, foram dando mais intensidade aos sons, descobrindo que seriam capazes de criar outros ritmos, conciliando os passos com as mãos, através das palmas.
Sendo a dança uma das três principais artes cênicas da antiguidade, ao lado do teatro e da música. No antigo Egito já se realizavam as chamadas danças astro-teológicas em homenagem a Osíris. Na Grécia, a dança era frequentemente vinculada aos jogos, em especial aos olímpicos.
A história da dança cênica representa uma mudança de significação dos propósitos artísticos através do tempo.
Com o Balé Clássico (século XV), as narrativas e ambientes ilusórios é que guiavam a cena. Com as transformações sociais da época moderna, começou-se a questionar certos virtuosismos presentes no balé e começaram a aparecer diferentes movimentos de Dança Moderna. É importante notar que nesse momento, o contexto social inferia muito nas realizações artísticas, fazendo com que então a Dança Moderna Americana acabasse por se tornar bem diferente da Dança Moderna Europeia, mesmo que tendo alguns elementos em comum.
A dança contemporânea como nova manifestação artística, sofrendo influências tanto de todos os movimentos passados, como das novas possibilidades tecnológicas (vídeo, instalações). Foi essa também muito influenciada pelas novas condições sociais - individualismo crescente, urbanização, propagação e importâncias da mídia, fazendo surgir novas propostas de arte, provocando também fusões com outras áreas artísticas como o teatro por exemplo.
Em 1982, o Comitê Internacional da Dança da UNESCO (Organização das Nações Unidas para a Educação, a Ciência e a Cultura) instituiu o dia internacional da dança em "29 de abril", em homenagem ao criador do balé moderno, Jean-Georges Noverre.

## Na educação
A dança no contexto educacional brasileiro aparece como conteúdo da disciplina Artes e nas atividades rítmicas e expressivas da Educação Física. Na disciplina Arte a dança é trabalhada como atividade e linguagem artística, forma de expressão, socialização, como conceito e linguagem estética de arte corporal. Como atividade de arte cênica e para apresentações.
Já na educação física o propósito da dança é diferente podendo até se inserir como cultura corporal de movimento humano. Mas a abordagem da dança dentro do contexto da Educação Física é diferente da abordagem da dança no contexto da Arte.
Na educação física a dança é utilizada apenas de forma instrumental, assim como a ginástica, os esportes e as lutas, deve enfocar o aspecto motor, biopsicossocial, como forma de atividade para condicionamento físico, emagrecimento, bem-estar e saúde. Pode ser verificado em clubes, academias e demais espaços de lazer e ginástica. A dança na educação física é uma atividade física instrumental e não artística, que assim como as demais atividades físicas, pode ser utilizada como ferramenta para a melhoria do convívio intra e interpessoais, saúde e qualidade de vida.

## Formação Acadêmica em Dança
No âmbito de formação acadêmico-profissional, existem cursos a nível técnico (médio), superiores (graduações a nível de bacharelado e licenciaturas) e pós-graduações específicas na área de dança, ou de Artes com linhas de pesquisa em Dança. Os bacharelados em Dança que qualificam profissionais de dança, seja o artista bailarino, dançarino ou coreógrafo e ainda as licenciaturas em Dança que forma os professores de dança. Estes cursos são vinculados à área de conhecimento das Artes. No Brasil, a formação para professores e artistas de dança é adquirida nos cursos superiores de dança (bacharelados e licenciaturas). Sendo esta profissão regulamentada pela Lei 6 533/78 a Lei do Artista.

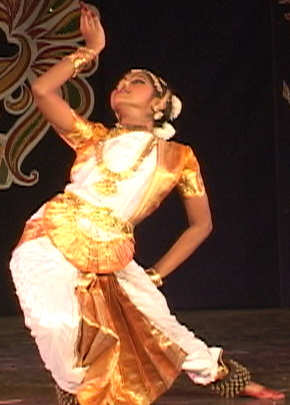
Dança Bharatanatyam

## Classificação e gêneros
Várias classificações das danças podem ser feitas, levando-se em conta diferentes critérios.
- Quanto ao modo de dançar:
  - dança solo (ex.: coreografia de solista no balé, sapateado, samba);
  - dança em dupla (ex.: tango, salsa,kizomba, valsa, forró, etc.);
  - dança em grupo (ex.: danças de roda, sapateado, gavota).
- Quanto a origem:
  - dança folclórica (ex.: catira, carimbó, reisado, etc.);
  - dança histórica (ex.: sarabanda, bourré, gavota, etc.);
  - dança cerimonial (ex.: danças rituais indianas);
  - dança étnica (ex.: danças tradicionais de países ou regiões).
- Quanto a finalidade:
  - dança erótica (ex.: can can, striptease);
  - dança cênica ou performática (ex.: balé, dança do ventre, sapateado, dança contemporânea);
  - dança social (ex.: dança de salão, axé music, tradicional);
  - dança religiosa/dança profética (ex.: dança sufi);
  - dança coreografada (ex.: Casamento, Debutantes, Bodas), etc.

Existem muitos estilos de dança, onde os vinte mais praticados no mundo são: Balé; Jazz; Cigana; Contemporâneo; Sapateado; Flamenco; de Rua; Stiletto; Africana; Yangko; do Ventre; Kathak; Country; Zouk; Tango; Samba; Zumba; Poiledance; Bolero; Clássica Indiana.

## Estudos e técnicas
No início dos anos 1920, os estudos de dança (dança prática, teoria crítica, análise musical e história) começaram a ser considerados uma disciplina acadêmica. No final do século XX, esses estudos são parte integrante de muitos programas de artes e humanidades das universidades, incluindo:
- prática profissional: performance e habilidades técnicas;
- prática de pesquisa: coreografia e performance;
- etnocoreografia, abrangendo os aspectos de dança relacionados com antropologia, estudos culturais, estudos de gênero, estudos de área, teoria pós-colonial, etnografia, etc.;
- dançaterapia ou terapia por movimentos de dança;
- Dança e tecnologia: novos meios de comunicação e o desempenho de tecnologias;
- Análise de Movimento de Laban e estudos somáticos.

Graus acadêmicos estão disponíveis desde o bacharelado até o doutorado e também programas de pós-doutorado, e pertencem à área de Arte. Alguns estudiosos de dança fazendo os seus estudos como estudantes maduros depois de uma carreira profissional de dança.

## Competições
Uma competição de dança é um evento organizado em que os concorrentes executam danças perante um juiz ou juízes visando prêmios e, em alguns casos, prêmios em dinheiro. Existem vários tipos principais de competições de dança, que se distinguem principalmente pelo estilo ou estilos de dança executados. Os principais tipos de competições de dança incluem:
- Dança competitiva, em que uma variedade de estilos de danças teatrais, como dança acro, balé, jazz,[12] hip hop, dança lírica e sapateado, são permitidos;
- Competições abertas, que permitem uma grande variedade de estilos de dança. Um exemplo disto é o popular programa de TV So You Think You Can Dance;
- Dança esportiva, que é focada exclusivamente em dança de salão e dança latina. Exemplos disso são populares programas de televisão Bailando por um Sonho e Dancing with the Stars;
- Competições de estilo único, como dança escocesa, dança de equipe (dance squad) e dança irlandesa, que só permitem um único estilo de dança.

Hoje, há vários concursos de dança na televisão e na internet.

## Balé e seus repertórios

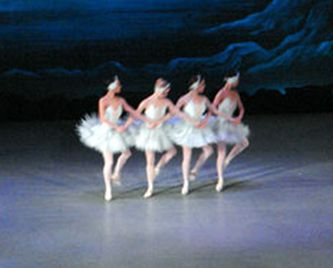
O Lago dos Cisnes

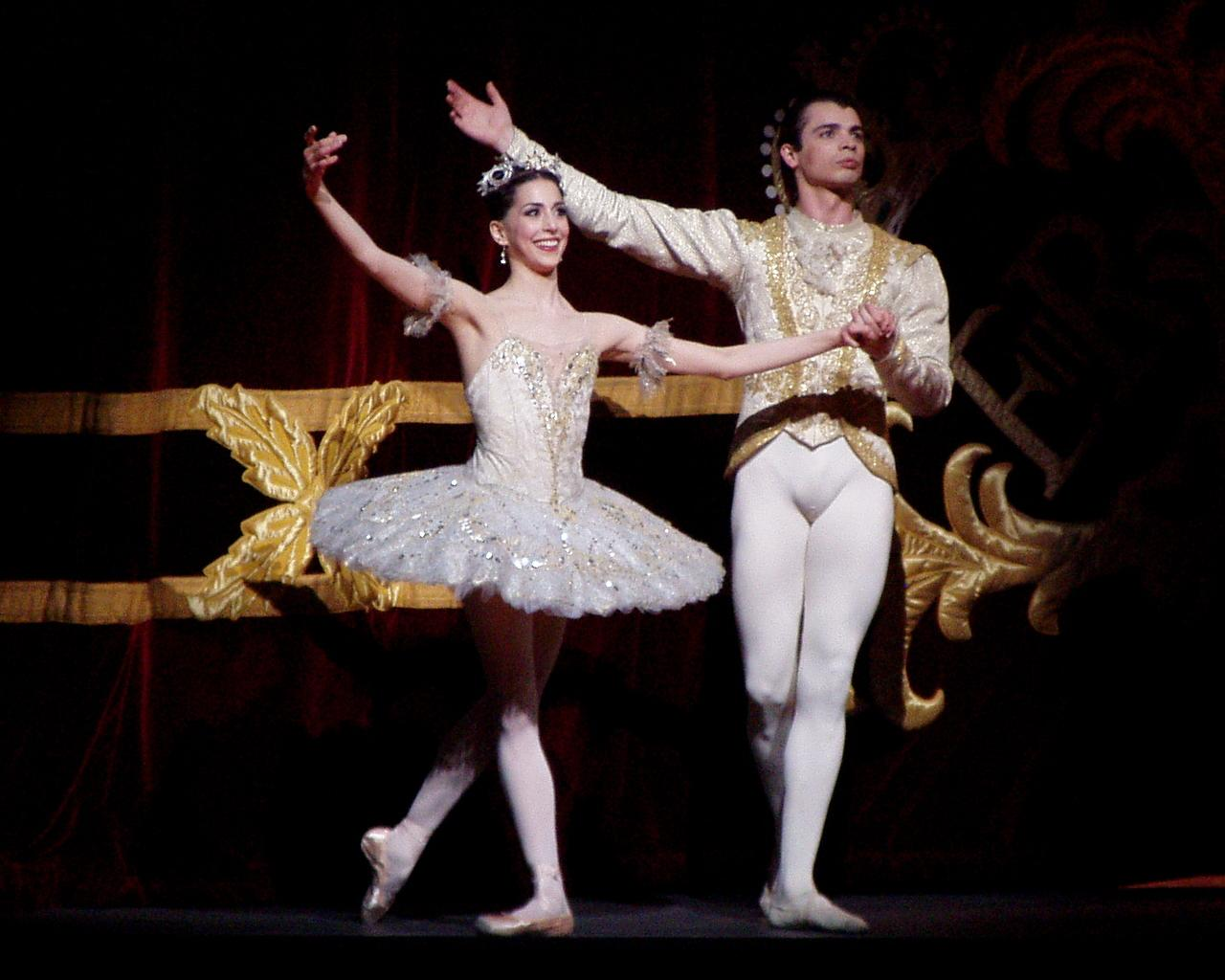
A Bela Adormecida

O Balé (do francês Ballet) é um estilo de dança criado nas cortes da Itália no século XV, que posteriormente desenvolveu-se principalmente na França no século XVII como um tipo de "dança de concerto"; apresentações no palco acompanhadas de música clássica diante do público em galerias.
- O Lago dos Cisnes
- O Quebra Nozes
- A Bela Adormecida
- Don Quixote
- Romeu e Julieta
- La Sylphide
- Coppélia
- Petrushka
- A Sagração da Primavera
- O Pássaro de Fogo
- La Bayadère
- Diana e Acteon
- Les Sylphides
- La Esmeralda

- Commons
- Wikiquote